# Peacemaker Kurogane
Peacemaker Kurogane (ピースメーカー鐵, Pīsu Meikā Kurogane) és una sèrie de manga i anime històric de ficció, creat per la mangaka Nanae Chrono. La sèrie d'anime la va crear l'estudi GONZO Digimation, i consta de 24 episodis que es van estrenar a TV Asahi a finals del 2003, i difereix pel que fa al manga en la història, ja que aquest es basa en l'argument de la primera part amb alguns tints del manga.

## Història

### Manga
Després de l'incident del Ikedaya, Tetsunosuke, que ja ha aconseguit ser un guerrer Shinsengumi, continua les seues aventures en el Japó de l'època. El mestre de Suzu va morir de les mans del clan Shinsengumi. Considerant culpable a Tetsu, Suzu busca complicar-li la vida el màxim possible a ell per a després matar-lo.
També apareix Ryoma Sakamoto, una persona que vol la independència del Japó, i busca a Tatsunosuke (al que li diu Dragon Boy) i Tetsunosuke (o Iron Boy) per a ajudar-lo en aquesta tasca.

### Anime
En el 1864, primer any de l'era Meiji, en un moment compromès per al Japó, ja que el feudalisme està començant a esvair-se. Dins d'aquest escenari, els lleials al shogun i els reformistes lleials a l'emperador s'enfronten i divideixen el país. Els Shinsengumis són parteix d'aquests grups, són encarregats de controlar Kyoto i són temuts per la seua tenacitat. Tetsunosuke Ichimura, un xic de 15 anys, veu com maten als seus pares el clan Choushuu amb ell present. Ell decideix venjar-se'n, per la qual cosa es dirigeix a la caserna del clan Shinsengumi para formar part d'ell.

## Personatges

### Principals
- Tetsunosuke Ichimura

Seiyuu: Yumiko Kobayashi
El protagonista de la sèrie, de 15 anys, un membre dels Shinsengumi. També li diuen, per a simplificar, "Tetsu" És d'alçària baixa, pèl-roig i de complexió feble. És divertit, hiperactiu, i molt competitiu. Juntament amb el seu germà Tatsunosuke, es va al clan per a fer-se més fort i venjar la mort dels seus pares. Treballa com servent del senyor Hijikata en el clan.
- Souji (Soujiro) Okita

Seiyuu: Mitsuki Saiga
El primer capità dels Shinsengumi. És bastant animat, i es preocupa molt amb els problemes dels altres, arribant a ser un bon conseller. Ell, al contrari dels altres, veu les il·lusions de Tetsu de manera seriosa, mai rient d'ell. Ama als xiquets, i és difícil veure-li sense la seua mascota, Saizo. Però prompte descobrix que aquesta malalt de tuberculosi i morirà en menys d'un any.
- Toshizo Hijikata

Seiyuu: Jouji Nakata
El segon comandant dels Shinsengumi. Hijikata amaga la seua passió sota un caràcter fred i distant, conegut com "El dimoni dels Shinsengumi". Hijikata té un gran talent per a les batalles. Amb els seus enemics, de tant en tant usa mètodes cruels i sagnants. Els seus millors amics són Kondo, Okita i Yamanami, i actua com el mestre de Tetsu.

### Secundaris
- Tatsunosuke Ichimura

Seiyuu: Yuji Ueda
El germà major de Tetsunosuke, intenta protegir-li costi el que costi. És tímid, encara que quan parla, sap explicar-se perfectament. AL morir els seus pares, ell va decidir protegir-se a si mateix i al seu germà. Treballa com comptador en el clan Shinsengumi.
- Sanosuke Harada

Seiyuu: Kenji Nomura
El desè capità del clan. És amic de Sinpachi i Todou, formant un grupet denominat "Els tres graciosos". El seu problema amb l'estómac es deu a un accident amb Seppuku, del que no es relleven dades en la sèrie.
- Shinpachi Nakagura

Seiyuu: Kappei Yamaguchi
El segon capità dels Shinsengumi i forma part del grup de "Els tres graciosos". És molt hàbil amb l'espasa, al nivell d'Okita.
- Isami Kondou

Seiyuu: Takaya Hashi
El cap dels Shinsengumi. Kondo és una persona respectable, paternal i amb conviccions clares dels objectius del clan. Intenta no recordar el seu passat, amb el qual està obsessionat.
- Ayumi Yamazaki

Seiyuu: Yuuko Nagashima
La germana del shinsengumi Susumu. És la cuinera i la cuidadora del recinte, a més de ser una kunoichi. Ella actua com si fóra la germana major de Tetsu. AL principi pot ser freda, però es preocupa molt per la gent. Sobretot pel seu germà encara que no ho demostre.
- Susumu Yamazaki

Seiyuu: Takahiro Sakurai
El germà menor d'Ayumi. Susumi és un dels espies que està al servei dels Shinsengumi, manat per Ichikata. És fred i distant, sent un home molt misteriós, i que oculta multitud de secrets, temps després es descobrix els seus sentiments sobre Nanyula, kunoichi d'un llogaret proper, amb qui arriba a casar-se. Es pronuncia Susumi.
- Saya

Seiyuu: Mikako Takahashi
Xiqueta que està enamorada de Tetsu. És muda, i es comunica mitjançant l'escriptura. Li va passar el mateix que a ell, els seus pares també foren assassinats. D'ací la seua gran estima per Tetsu.
- Toshimaro Yoshida

Seiyuu: Jun'ichi Suwabe
Basat en una figura històrica, és un estudiant. És el líder dels Chousu i és un mestre amb l'espasa. Té com servent a Suzu.
- Suzu Kitamura

Seiyuu: Yuka Imai
El servent de Yoshida. Suzu intenta venjar la mort del seu germà, originada pels Shinsengumi. Es fa amic de Tetsu, encara sabent que és part d'aquest clan.
- Ryoma Sakamoto

Seiyuu: Masashi Ebara
Un antic amic del pare de Tatsu i Tetsu, és un visionari que vol per tots els mitjans la independència del Japó. És per això que cerca integrants per a realitzar aquesta acció.

### Altres
- Todou Heisuke

Seiyuu: Kosuke Toriumi
El vuitè capità del Shinsengumi i un dels més joves. Ell flama a Tetsu "cadellet" i no pren de debò al xic, ficant-li en problemes. Igual que Shinpachi i Harada, conforma amb ells el grup de "Els tres graciosos"
- Saito Hajime

Seiyuu: Takashi Matsuyama
El tercer capità dels Shinsengumi. Té un sisè sentit hiperdesenrotllat per a temes espirituals com fantasmes, i a més sol predir amb encert fets futurs.
- Keisuke Yamanami

Seiyuu: Norihiro Inoue)
Un dels dos vicecomandants del Shinsengumi. És una persona pensativa que adora als xiquets. Ell, com Hijikata, està en contra que Tetsunosuke porte una espasa. Per eixe motiu decideix deixar el shinsengumi... o això pretén...
- Saizou

Seiyuu: Mikako Takahashi
És la mascota d'Okita. És un porc que viu feliçment amb la seua família en el Shinsengumi
- Akesato

Seiyuu: Neya Michiko
Akesato és l'amant de Yamanami. És una cortesana de Shimabara, i és una shinobi dels Choshuu. Té el pèl ros i els ulls blaus.

## Música
Opening: You gonna feel, per HAV.
Ending: Hey Jimmy!, per HAV.